# Episodi di Crescere, che fatica! (prima stagione)
La prima stagione della serie televisiva Crescere, che fatica! è stata trasmessa in anteprima negli Stati Uniti d'America dalla ABC tra il 24 settembre 1993 e il 13 maggio 1994.
| nº | Titolo originale               | Titolo italiano | Prima TV USA      | Prima TV Italia |
| -- | ------------------------------ | --------------- | ----------------- | --------------- |
| 1  | Pilot                          |                 | 24 settembre 1993 |                 |
| 2  | On the Fence                   |                 | 1º ottobre 1993   |                 |
| 3  | Father Knows Less              |                 | 8 ottobre 1993    |                 |
| 4  | Cory's Alternative Friends     |                 | 15 ottobre 1993   |                 |
| 5  | Killer Bees                    |                 | 22 ottobre 1993   |                 |
| 6  | Boys II Mensa                  |                 | 29 ottobre 1993   |                 |
| 7  | Grandma Was a Rolling Stone    |                 | 12 novembre 1993  |                 |
| 8  | Teacher's Bet                  |                 | 19 novembre 1993  |                 |
| 9  | Class Pre-Union                |                 | 26 novembre 1993  |                 |
| 10 | Santa's Little Helper          |                 | 10 dicembre 1993  |                 |
| 11 | The Father/Son Game            |                 | 17 dicembre 1993  |                 |
| 12 | Once in Love with Amy          |                 | 7 gennaio 1994    |                 |
| 13 | She Loves Me, She Loves Me Not |                 | 14 gennaio 1994   |                 |
| 14 | The B-Team of Life             |                 | 28 gennaio 1994   |                 |
| 15 | Model Family                   |                 | 4 febbraio 1994   |                 |
| 16 | Risky Business                 |                 | 11 febbraio 1994  |                 |
| 17 | The Fugitive                   |                 | 25 febbraio 1994  |                 |
| 18 | It's a Wonderful Night         |                 | 11 marzo 1994     |                 |
| 19 | Kid Gloves                     |                 | 25 marzo 1994     |                 |
| 20 | The Play's the Thing           |                 | 29 aprile 1994    |                 |
| 21 | Boy Meets Girl                 |                 | 6 maggio 1994     |                 |
| 22 | I Dream of Feeny               |                 | 13 maggio 1994    |                 |